# Hàu
Hàu hay hào (phương ngữ Nam Bộ) là loài động vật nhuyễn thể thuộc nhóm thân mềm hai mảnh vỏ trong họ hàng nghêu, sò, ốc, hến sống ở bờ biển, các ghềnh đá ven bờ biển hay các cửa sông, sống bám vào một giá thể như bám vào đá thành tảng, các rạn đá, móng cầu ăn sinh vật phù du và các sinh vật khác trong bùn, cát, nước biển... Hàu cũng được coi là một loại hải sản sống dưới nước. Thịt hàu ngon và ngọt, rất giàu chất dinh dưỡng, có chứa protein, glucid, chất béo, kẽm, magiê, calci... Hàu có vai trò quan trọng trong hệ sinh thái vì chúng lọc tạp chất từ nước và là nguồn thực phẩm cho cộng đồng dân cư ven biển. Phần lớn (75%) loài hàu sinh sống trong môi trường tự nhiên trên thế giới được tìm thấy ở 5 địa điểm thuộc Bắc Mỹ.

## Đặc điểm

### Kích thước

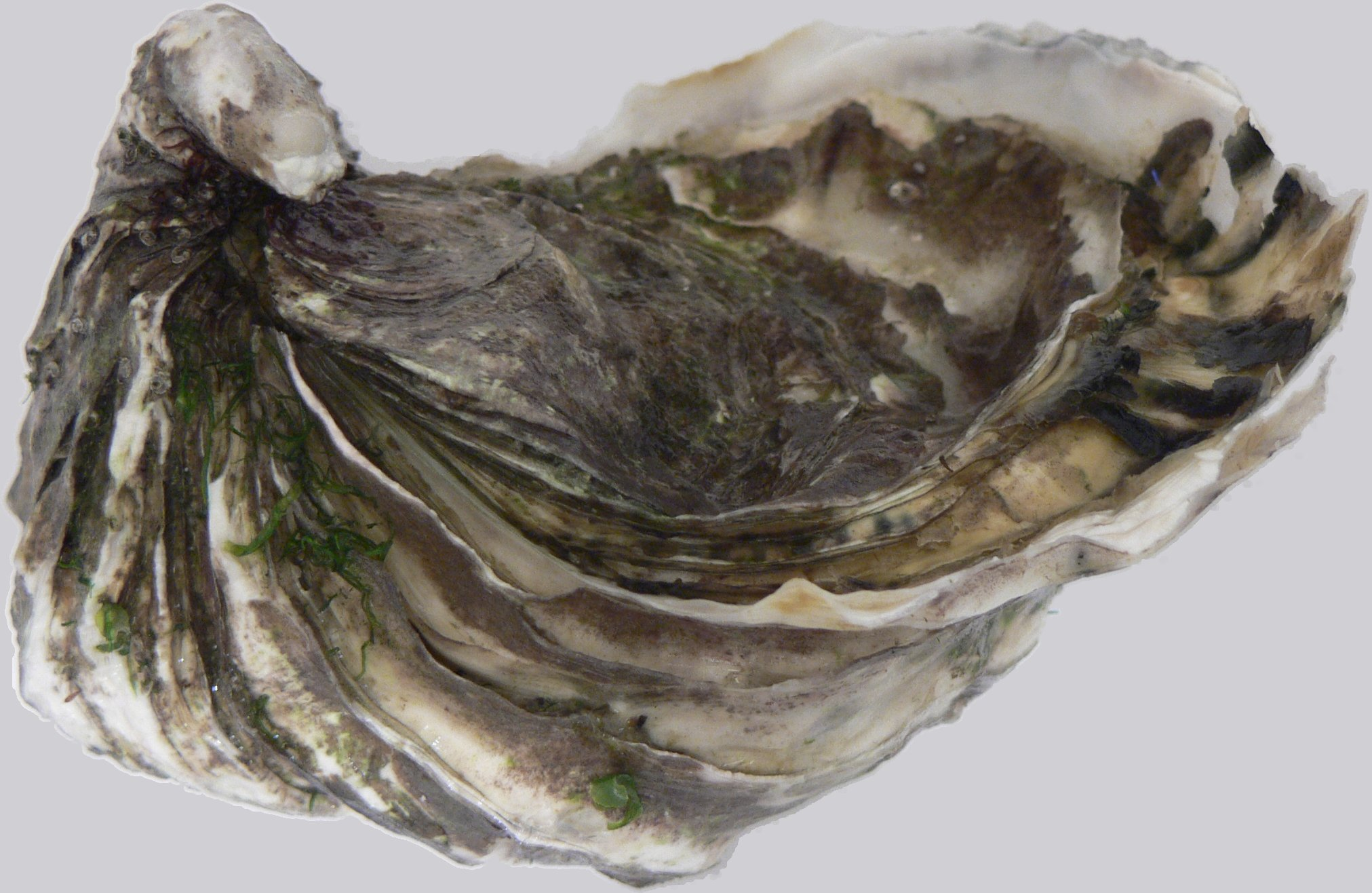
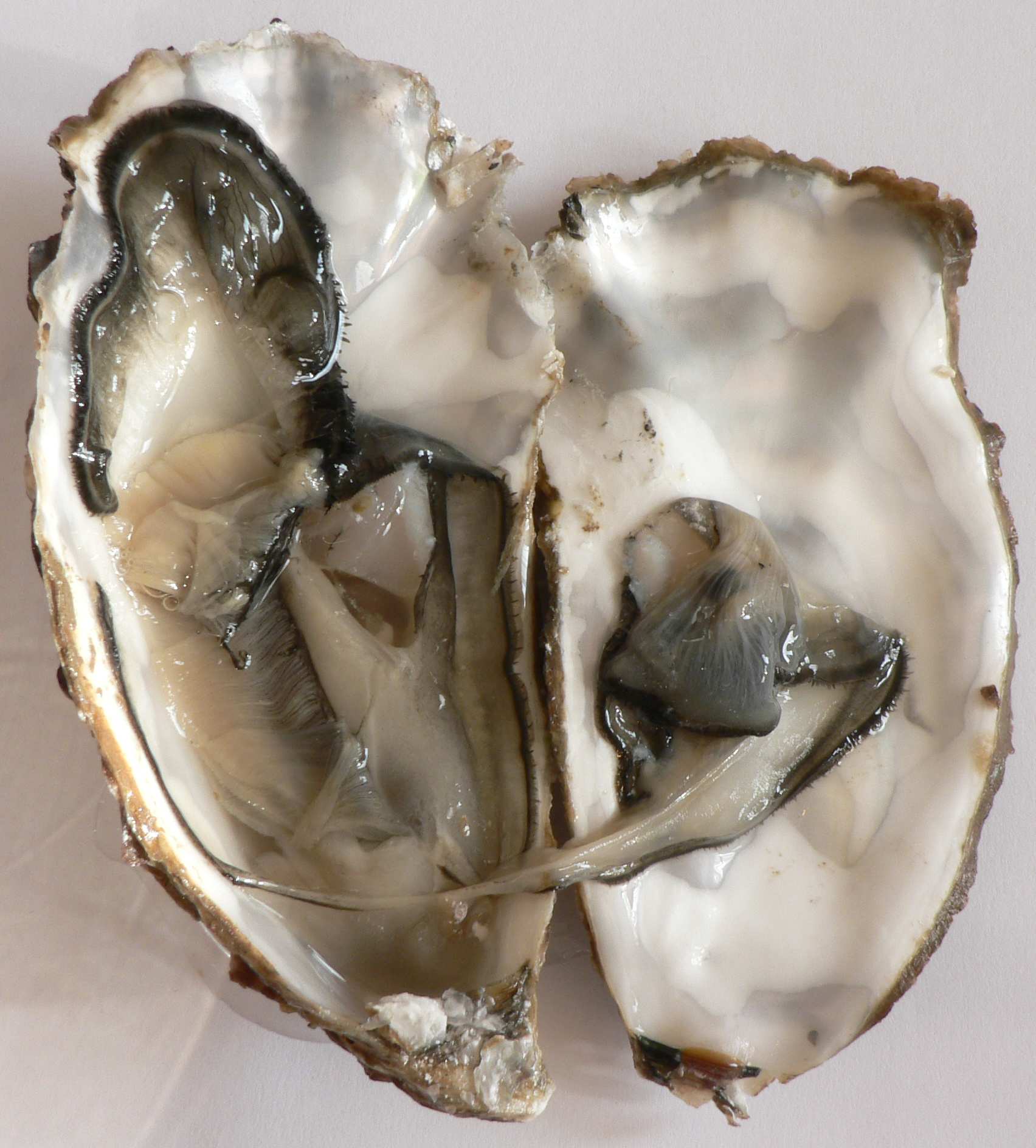
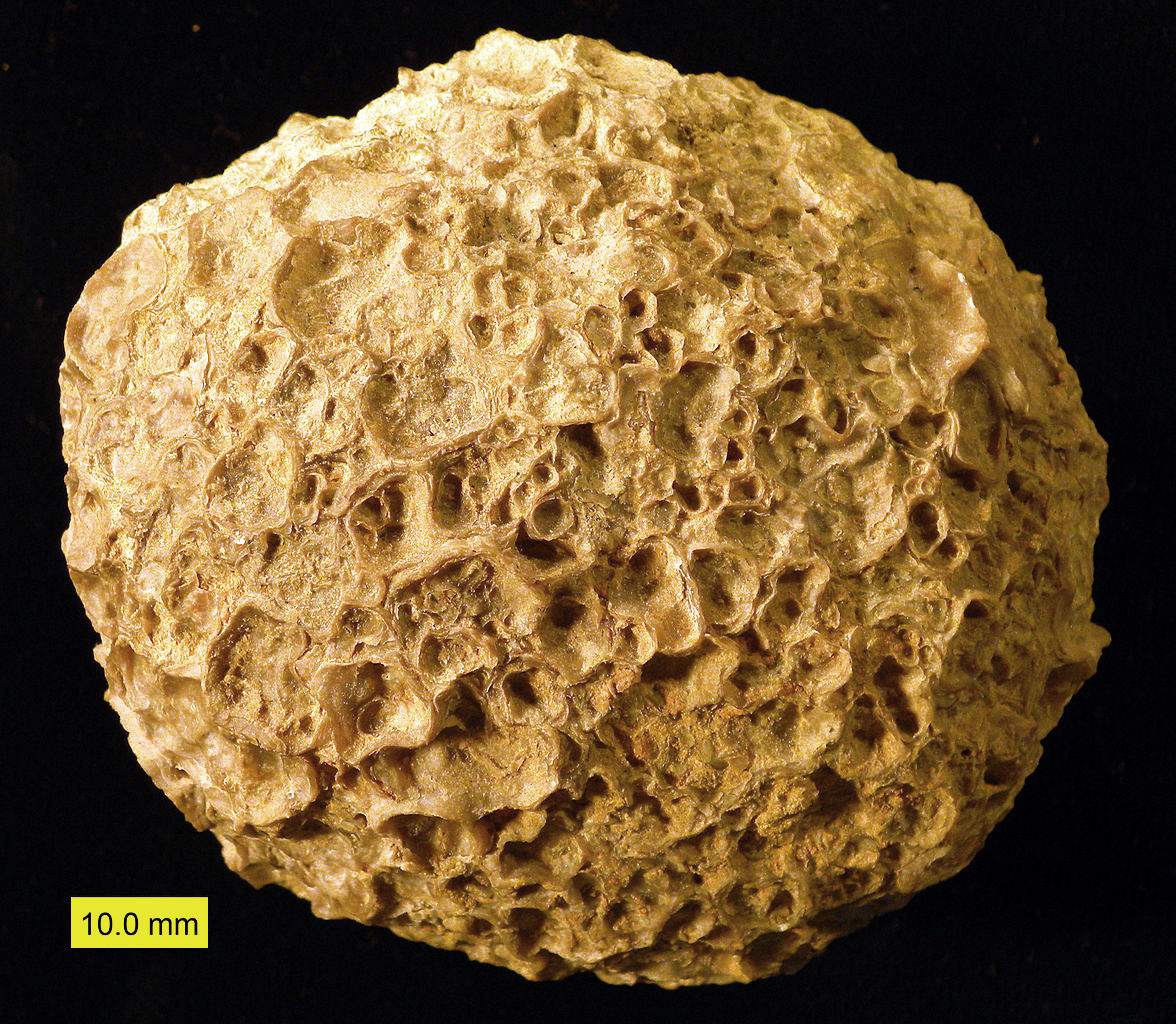
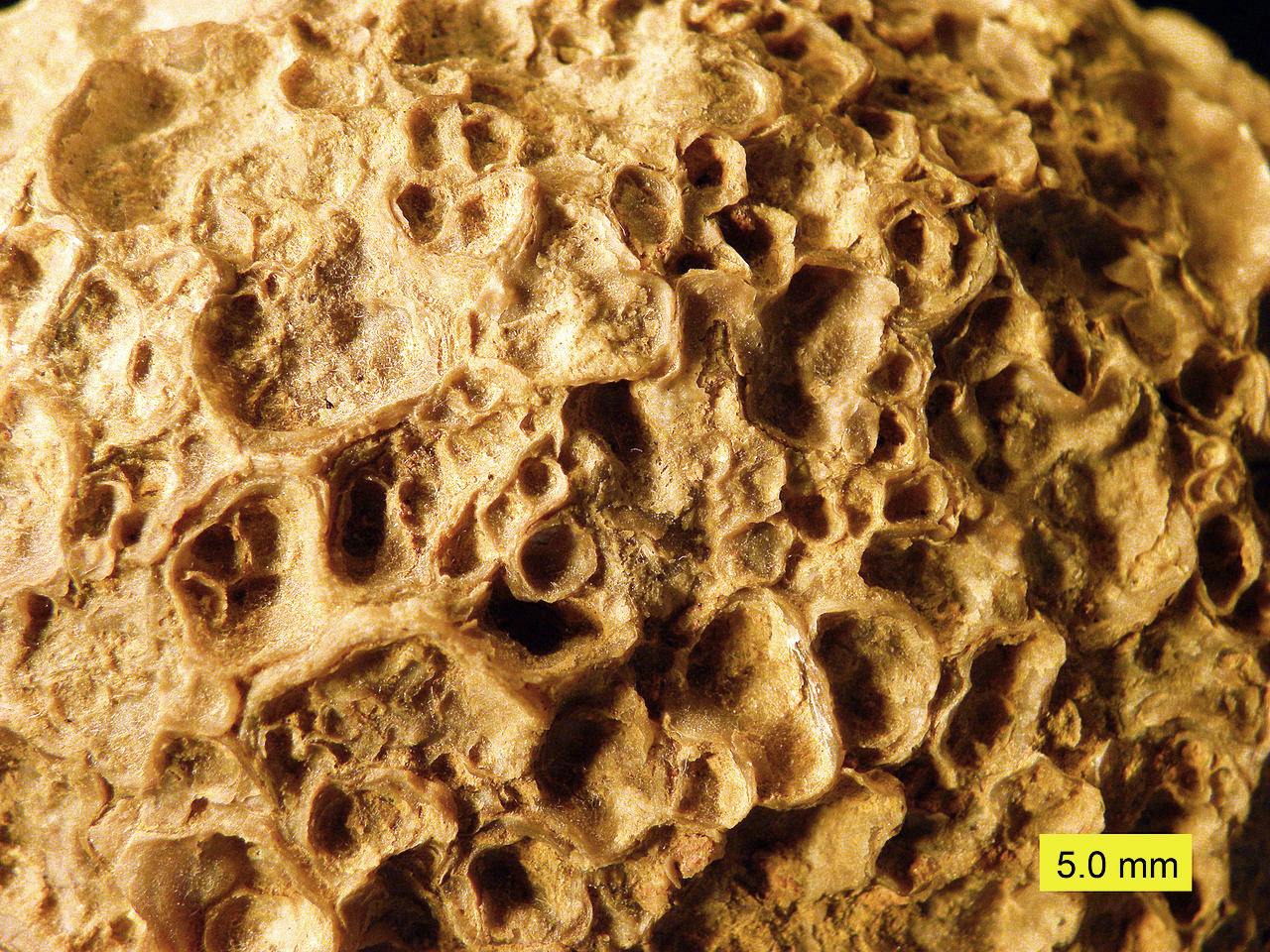
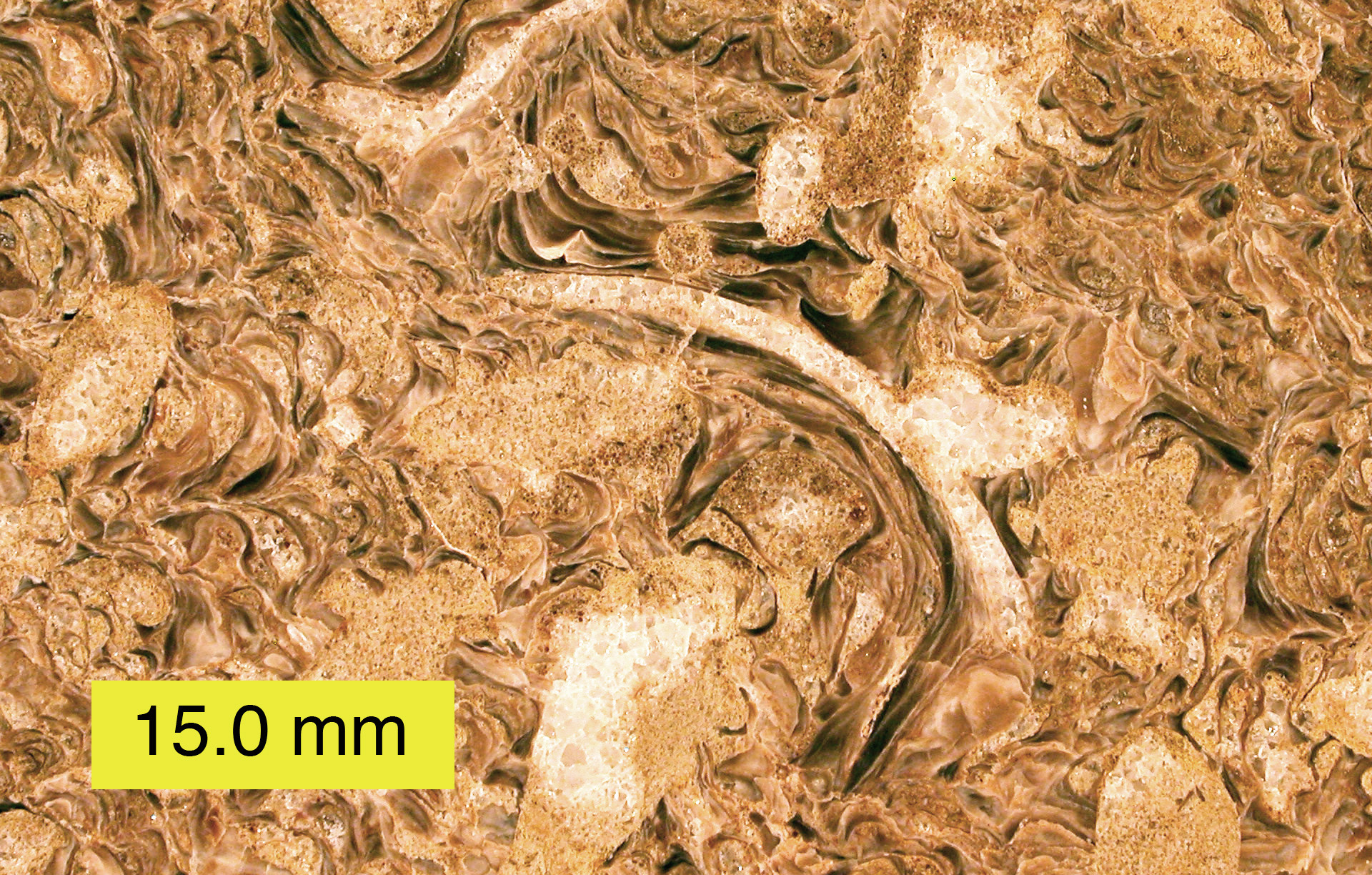
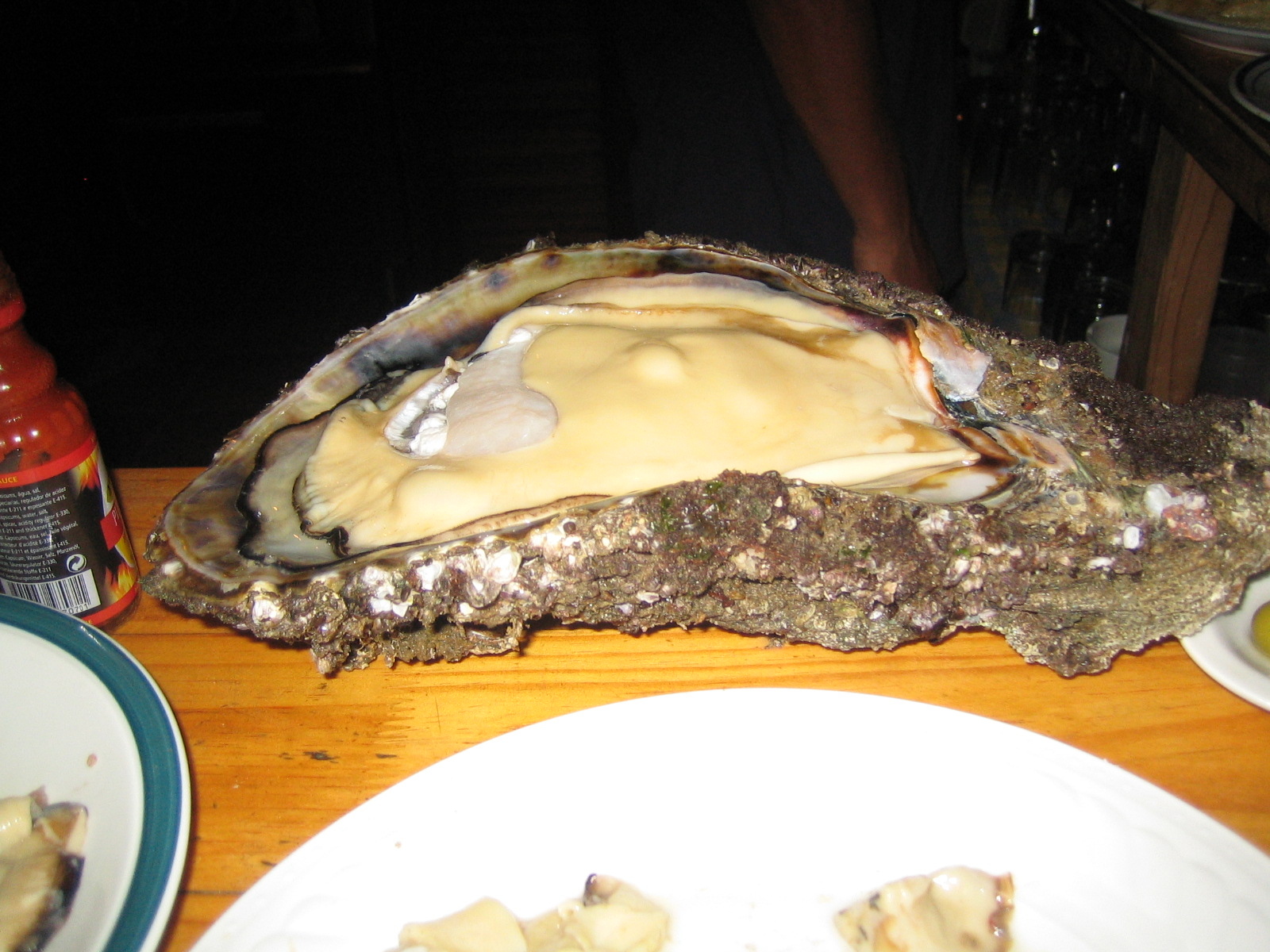

Hàu có kích thước tương đối lớn so với các loài nghêu và sò nhỏ, đặc biệt là mảnh vỏ của hàu lớn hơn nhiều so với cơ thể của chúng. Cá biệt có trường hợp đã phát hiện con hàu có chiều ngang 18 cm và nặng gần 1,4 kg tại cảng Plymouth, Anh. Theo Douglas Herdson thì một con cái có kích cỡ tương đương có khả năng đẻ hơn ba triệu trứng.
Người ta từng phát hiện con hàu nặng 12,5 kg tại Devon vào năm 1929. Trước đó, một con nặng 0,8 kg được tìm thấy tại Scotland vào năm 1997. Theo Sách kỷ lục Guinness, con hàu lớn nhất thế giới hiện có khối lượng 3,6 kg và có kích thước 30,5 x 14 cm. Nó sống ở vịnh Chesapeake, bang Virginia, Mỹ và được phát hiện năm 1999.
Vào tháng 12 năm 2013, người ta đã tìm thấy một con hàu lớn nhất thế giới tại ngoài khơi bờ biển Đan Mạch với chiều dài 36 cm, to như một chiếc giày kích cỡ 11 và nặng đến 1,6 kg. hàu Thái Bình Dương lần đầu tiên được phát hiện tại châu Âu vào năm 1970.

### Sinh sản
Một số loài hàu như Ostrea lurida hay Ostrea edulis là động vật lưỡng tính, cơ quan sinh dục của chúng chứa cả trứng và tinh trùng. Tỷ lệ đực/cái của hàu cửa sông (Crassostrea rivularis) như sau: Từ tháng 7 đến tháng 11, tỷ lệ đực/cái là 21-61%/ 40-68%. Đây là thời điểm mà tỷ lệ hàu có sản phẩm chín muồi cao nhất. Từ tháng 11 đến tháng 4 năm sau, tỷ lệ đực/cái là 38-90%: 0-16%. Mùa sinh sản của hàu vào khoảng từ tháng 4 đến tháng 10 hàng năm. Loài hàu có thể sống đến 30 năm.

## Vai trò
Trong môi trường tự nhiên, hàu có 2 đặc tính quan trọng, đó là:
- Lọc sinh học (Biofilter): với số lượng phát triển mạnh mẽ của các loài Hàu trong thiên nhiên, hàng tỷ con được phân bổ khắp các vùng biển và đại dương. Nhờ vào khả năng lọc sinh học, chúng đã góp phần xử lý làm sạch các cặn bã hữu cơ, hạn chế ô nhiễm môi trường.
- Loài chủ chốt (Keystone species): Hàu là sinh vật có vai trò quan trọng trong việc duy trì tính đa dạng sinh học và sự thành công của một chuỗi hệ sinh thái trong đại dương, chúng có thể được xem như một "sinh vật sản xuất" cung cấp nguồn thức ăn dồi dào cho một chuỗi "sinh vật tiêu thụ" hay nói cách khác, chúng là "vật làm mồi" để duy trì sự cân bằng giữa một số loài trong tự nhiên.